# Trox rimulosus
Trox rimulosus är en skalbaggsart som beskrevs av Haaf 1957. Trox rimulosus ingår i släktet Trox och familjen knotbaggar. Inga underarter finns listade i Catalogue of Life.